# Bodianus unimaculatus
Bodianus unimaculatus är en fiskart som först beskrevs av Günther 1862.  Bodianus unimaculatus ingår i släktet Bodianus och familjen läppfiskar. IUCN kategoriserar arten globalt som livskraftig. Inga underarter finns listade.

## Bildgalleri

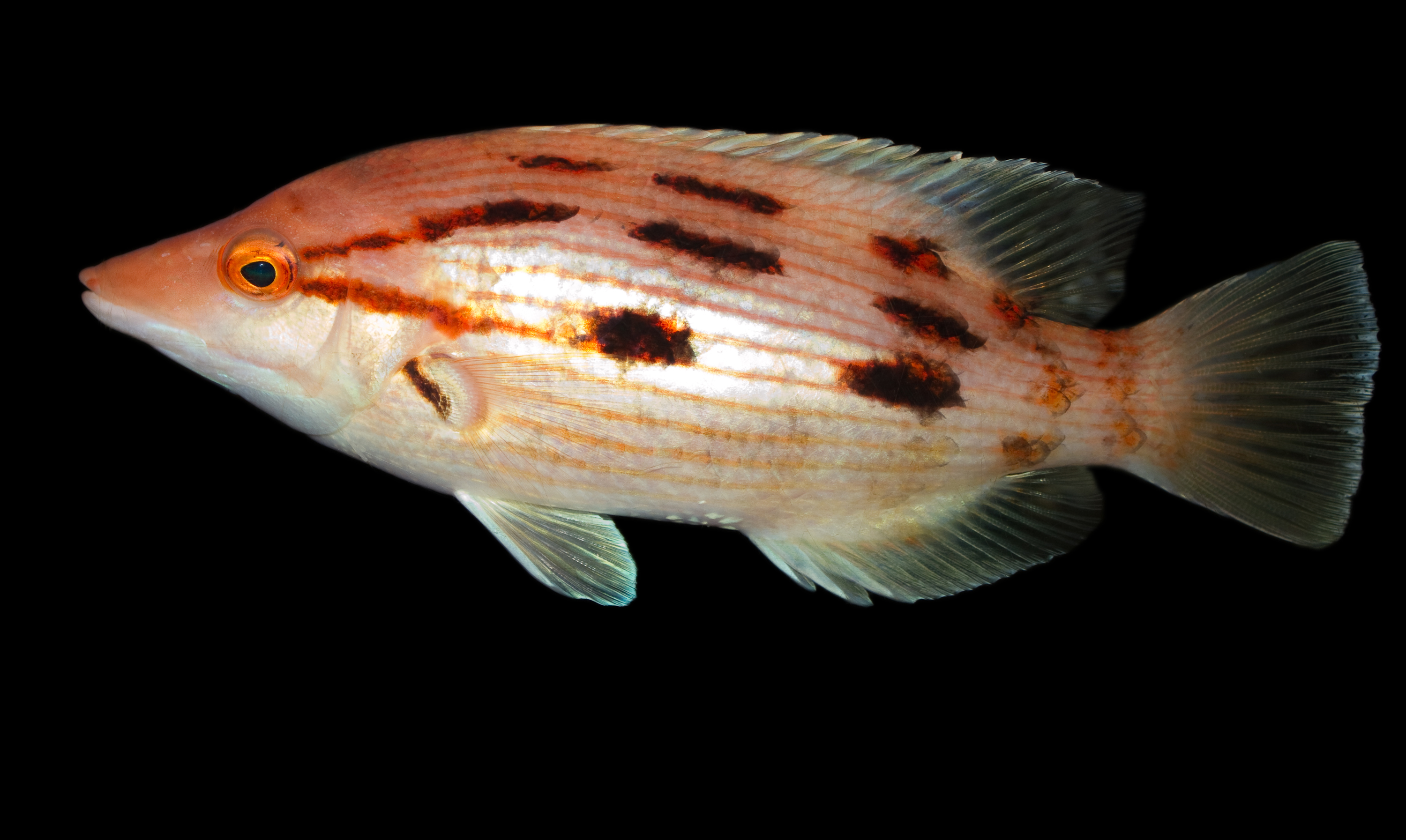